# 3기 구 명인전
3기 구 명인전은 요미우리 신문 주최로 진행된 초기 14회의 명인전중 세 번째 대회이다.

## 대회 요약
본선리그 종반에 후지사와 히데유키 9단, 오청원 9단, 기타니 미노루 9단이 6승 1패로 동율을 이루고 있다가, 기타니 9단이 대국중 혈압이 올라 기절하여 아쉽게 먼저 권외로 사라지고, 후지사와 9단과 오청원 9단의 대국이 도전자 결정국이 되었다. 후지사와 9단이 오청원 9단을 물리치고 도전권을 따내, 2기에서 잃었던 타이틀을 되찾으려고 했으나, 사카다 9단이 도전기에서 4승1패로 쉽게 타이틀을 방어하고 2연패를 달성한다.

## 대회 일정
| 구분   | 일정                             |
| ------ | -------------------------------- |
| 본선   | 1963년 10월 - 1964년 7월 14일    |
| 도전기 | 1964년 7월 29일 - 1964년 9월 7일 |

## 본선 리그
본선리그는 전기 본선 성적 상위6명과 최종예선을 거쳐 선발된 3명이 진행했다. 덤은 5집에 빅 백승.
| 전기순위 | 기사명                        | 후지 슈 | 오청원 | 기타니 | 후지 호 | 하시모토 | 린 | 미야모토 | 나카무라 | 미야시타 | 성적   | 순위 |
| 1        | 후지사와 슈코 (藤沢秀行)      | -       | 승     | 패     | 승      | 승       | 승 | 승       | 승       | 승       | 7승1패 | 1위  |
| 2        | 오청원 (吳淸源)               | 패      | -      | 패     | 승      | 승       | 승 | 승       | 승       | 승       | 6승2패 | 2위  |
| 5        | 기타니 미노루 (木谷實)        | 승      | 승     | -      | 패      | 승       | 패 | 승       | 승       | 승       | 6승2패 | 3위  |
| 3        | 후지사와 호사이(藤沢朋斎)     | 패      | 패     | 승     | -       | 승       | 승 | 승       | 승       | 승       | 6승2패 | 4위  |
| 6        | 하시모토 쇼지 (橋本昌二)      | 패      | 패     | 패     | 패      | -        | 승 | 승       | 승       | 승       | 4승4패 | 5위  |
|          | 린하이펑 (林海峰)             | 패      | 패     | 승     | 패      | 패       | -  | 승       | 승       | 승       | 4승4패 | 5위  |
| 4        | 미야모토 나오끼 (宮本直毅)    | 패      | 패     | 패     | 패      | 패       | 패 | -        | 승       | 승       | 2승6패 | 탈락 |
|          | 나카무라 유타로 (中村 勇太郞) | 패      | 패     | 패     | 패      | 패       | 패 | 패       | -        | 승       | 1승7패 | 탈락 |
|          | 미야시타 슈우요오 (宮下秀洋)  | 패      | 패     | 패     | 패      | 패       | 패 | 패       | 패       | -        | 8패    | 탈락 |

### 본선 주요 대국
- 6연승을 달리던 오청원 9단과 4승1패를 기록중이던 기타니 미노루 9단과의 대국. 놓칠 수 없는 중요한 한판이었다. 대국후 전적은 오청원 6승1패, 기타니 5승1패

| 1964년 5월 17-18일 箱根 强羅 石葉亭 | 오 청 원 8시간59분 | 흑5집승 266수 | 기타니 미노루 9시간52분 | 덤:5집 빅백승 |

- 6승1패로 공동1위를 달리던 기타니 미노루 9단의 후지사와 호사이 9단과의 대국. 대국중 기타니 9단은 혈압이 올라 기절하여 아쉽게 패하고 만다. 대국후 기타니 9단은 6승2패를 기록해 도전자 다툼에서 먼저 탈락한다.

| 1964년 6월 17-18일 | 후지사와 호사이 | 백승 | 기타니 미노루 | 덤:5집 빅백승 |

- 본선 리그 최종국은 6승1패를 달리고 있던 전기 명인 후지사와 히데유키 9단과 오청원 9단과의 대국.

| 1963년 7월 13-14일 동경 大倉 호텔 | 후지사와 히데유키 6시간48분 | 백2집승 283수 | 오 청 원 5시간30분 | 덤:5집 빅백승 |

## 도전기
도전기는 전기에서 명인 타이틀을 사카다 에이오 9단에게 잃었던 후지사와 히데유키 9단의 리턴매치가 되었다. 사카다 에이오 9단이 4승1패로 쉽게 타이틀을 방어하고 2연패를 달성했다.
| 명인          | 전적  | 도전자            |
| ------------- | ----- | ----------------- |
| 사카다 에이오 | 4 - 1 | 후자사와 히데유키 |

### 상세 결과
| 1964년 7월 29-30일 동경 福田家 | 사카다 에이오 8시간23분 | 백4집승 255수 | 후지사와 히데유키 6시간49분 | 덤:5집 빅백승 |

| 1964년 8월 8-9일 札幌 호텔 三愛 | 후지사와 히데유키 9시간38분 | 백2집승 279수 | 사카다 에이오 9시간59분 | 덤:5집 빅백승 |

| 1964년 8월 18-19일 高野山 金剛峰寺 | 사카다 에이오 9시간59분 | 백불계승 248수 | 후지사와 히데유키 9시간17분 | 덤:5집 빅백승 |

| 1964년 8월 27-28일 金沢市 金茶寮 | 후지사와 히데유키 4시간11분 | 흑불계승 179수 | 사카다 에이오 7시간6분 | 덤:5집 빅백승 |

| 1964년 9월 6-7일 北九州 小倉市 | 사카다 에이오 9시간4분 | 백불계승 188수 | 후지사와 히데유키 4시간37분 | 덤:5집 빅백승 |